# George Pravda
George Pravda, eigentlich Jiří Pravda (* 19. Juni 1918 in Prag, Böhmen; † 1. Mai 1985 in London) war ein tschechisch-britischer Schauspieler.

## Leben
Pravda begann seine Karriere als Schauspieler in der Tschechoslowakei, wo er kurz nach dem Zweiten Weltkrieg in Prag am „Realistischen Theater“ auftrat und in einigen Filmen spielte. Am Theater lernte er die tschechische Schauspielerin Hana Pravda, ursprünglich Hana Beckova, eine Überlebende der Konzentrationslager Theresienstadt und Auschwitz, die er 1946 heiratete; aus der Ehe ging ein Sohn hervor. Nach der Machtübernahme der Komunistická strana Československa in Prag gelang es Jiří und Hana Pravda, für sich und ihren Sohn falsche Ausweispapiere zu besorgen. 1948 verließen sie gemeinsam die Tschechoslowakei und gingen zunächst nach Paris, wo beide als Schauspieler arbeiteten. Nachdem sie in Frankreich jedoch keine dauerhafte Aufenthaltsgenehmigung bekommen konnten, wanderten sie 1949 nach Australien aus, wo sie in Melbourne ihr eigenes englischsprachiges Theaterunternehmen Tana gründeten und damit in ganz Australien auch auf Tournee gingen.
1955 wurden Jiří Pravda und Hana Pravda bei einer ihrer Aufführungen von der englischen Theaterschauspielerin Dame Sybil Thorndike „entdeckt“, die in Australien auf Tournee war. Sie empfahl Pravda an ihren Kollegen Sir John Gielgud und an den einflussreichen englischen Theaterproduzenten Hugh „Binkie“ Beaumont weiter. 1956 zogen Jiří Pravda und Hana Pravda nach Großbritannien, wo Pravda fortan unter dem Namen George Pravda auftrat. Pravda spielte in der Folgezeit Theater im Londoner West End; am Old Vic Theatre war er u. a. an der Seite von Sir Laurence Olivier zu sehen. Am Old Globe Theatre spielte er 1958 an der Seite von Margaret Leighton und Jeremy Brett in dem Drama Variation on a Theme von Terence Rattigan; Regie führte John Gielgud.
in den 1960er Jahren wirkte Pravda in einer Produktion des Saturday Night Theatre, einer von BBC Radio 4 ausgestrahlten Sendereihe von Theaterstücken im Rundfunk, mit: im Januar 1960 in The Navy's Here von Kenneth Langmaid.
Ab den 1950er Jahren übernahm Pravda regelmäßig auch Film- und Fernsehrollen in britischen und teilweise auch internationalen Produktionen. Er spielte u. a. 1965 in dem britischen James-Bond-Film Feuerball eine dramaturgisch nicht unwichtige Nebenrolle. Darin verkörperte er den polnischen Atomwissenschaftler Ladislav Kutze, der für die Verbrecherorganisation S.P.E.C.T.R.E. arbeitet und die Waffen für einen möglichen Einsatz aufbewahrt und bereithält. Später wechselt er jedoch die Fronten, rettet die weibliche Hauptdarstellerin und entschärft die Waffen. 1968 übernahm er in der hochkarätig besetzten Filmbiografie In den Schuhen des Fischers die Rolle des sowjetischen Funktionärs Gorshenin. 1969 spielte er in dem Horrorfilm Frankenstein muß sterben! den brillanten, aber auch zweifelhaften Wissenschaftler Dr. Brandt, mit dessen Hilfe es Frankenstein gelang, menschliche Gehirne zu verpflanzen.
Pravda, der sechs Sprachen fließend beherrschte, starb im Londoner Stadtteil Fulham.

## Filmografie
- 1947: Parohy
- 1948: Kreuz drei (Krízová trojka)
- 1948: Ein Kuß im Stadion (Polibek ze stadionu)
- 1956: Person Unknown
- 1958: Keine Zeit zu sterben (No Time to Die)
- 1959: Operation Amsterdam
- 1961: Mit Schirm, Charme und Melone (The Avengers)
- 1964: Manche mögen’s geheim (Hot Enough for June)
- 1961: Sieben gegen die Hölle (The Long and the Short and the Tall)
- 1962: Lieben kann man nur zu zweit (Only Two Can Play)
- 1965: Dolche in der Kasbah (Where the Spies Are)
- 1965: James Bond 007 – Feuerball (Thunderball)
- 1962; 1965; 1966: Simon Templar (The Saint) [3 Folgen]
- 1966; 1971; 1975: Task Force Police [3 Folgen]
- 1968: Inspektor Clouseau (Inspector Clouseau)
- 1968: In den Schuhen des Fischers (The Shoes of the Fisherman)
- 1969: Frankenstein muß sterben! (Frankenstein Must Be Destroyed)
- 1970: Der Brief an den Kreml (The Kremlin Letter)
- 1970: Callan (Fernsehserie, 1 Folge)
- 1971: Paul Temple [Fernsehserie]
- 1973: Dracula (Dracula)
- 1973: Ich – die Nummer eins (Le silencieux)
- 1974: Kein Pardon für Schutzengel (The Protectors) [Fernsehserie]
- 1974: Colditz [Fernsehserie]
- 1976: Ich, Claudius, Kaiser und Gott (I, Claudius) [Fernsehserie]
- 1976: Der nächste Mann (The Next Man)
- 1977: In freier Landschaft (Fernseh-Zweiteiler)
- 1978: Holocaust – Die Geschichte der Familie Weiss (Holocaust)
- 1978: Die Profis (The Professionals) [Fernsehserie]
- 1979: Das tödliche Dreieck (Hanover Street)
- 1979: König, Dame, As, Spion (Tinker, Tailor, Soldier, Spy)
- 1980: Die Onedin-Linie (The Onedin Line) [Fernsehserie]
- 1980: Agentenpoker (Hopscotch)
- 1983: Wagner – Das Leben und Werk Richard Wagners (Wagner)